# روبرت والگه
روبرت والگه (استونیایی: Robert Valge؛ زادهٔ ۲۰ آوریل ۱۹۹۷) بازیکن بسکتبال اهل استونی است.
از باشگاه‌هایی که در آن بازی کرده‌است می‌توان به تیم بسکتبال دانشگاه تارتو اشاره کرد.